# Coralliozetus angelicus
Coralliozetus angelicus är en fiskart som först beskrevs av James Erwin Böhlke och Giles Willis Mead, 1957.  Coralliozetus angelicus ingår i släktet Coralliozetus och familjen Chaenopsidae. IUCN kategoriserar arten globalt som livskraftig. Inga underarter finns listade i Catalogue of Life.